# Zvereva (cràter)
Zvereva és un cràter d'impacte en el planeta Venus de 22,9 km de diàmetre. Porta el nom de Lídia Vissariónovna Zvéreva (1890-1916), aviadora russa, i el seu nom va ser aprovat per la Unió Astronòmica Internacional el 1985.